# К Порку и Сократиону
«К По́рку и Сократио́ну» — условное название стихотворения римского поэта Гая Валерия Катулла, включённого в состав посмертного сборника («Книги Катулла Веронского») под номером 47. Автор здесь обращается к сослуживцам своих друзей Верания и Фабулла, которые состояли в свите проконсула Пизона (возможно, Луция Кальпурния Пизона Цезонина, наместника Македонии в 57—55 годах до н. э.). Он обвиняет Порка и Сократиона в воровстве, разврате и обжорстве.
В других источниках Порк и Сократион не упоминаются.